# Albertina Carlsson
Pour les articles homonymes, voir Carlsson.
Albertina Carlsson (12 juin 1848 - 25 décembre 1930) est une zoologiste suédoise. Elle est considérée comme la première femme suédoise à avoir effectué des études scientifiques en zoologie.

## Biographie
Carlsson est la fille de AP Carlsson et AM Jönsson. Elle reçoit des cours particuliers et se forme au Högre lärarinneseminariet à Stockholm, 1865-1868. Elle est employée comme enseignante au Paulis elementarläroverk för flickor (école élémentaire pour fille) de 1870 à 1881 et au Södermalms högre läroanstalt för flickor de 1881 à 1907.
À partir de 1880, Carlsson étudie la zoologie à l'institut Zootomycal de l'Université de Stockholm. Elle produit environ 30 travaux scientifiques plus ou moins importants, principalement dans le domaine de l'anatomie comparée, qui sont publiés dans des articles scientifiques suédois, allemands et britanniques. Elle se concentre particulièrement sur la position systématique et la relation entre les différentes espèces de mammifères. En 1884, elle partage le prix Flormanska  de l'Académie royale des sciences de Suède pour son ouvrage en allemand Beiträge zur Kentniss der Anatomie der Schwimmvögel (1884). Elle est nommée docteur honoris causa à l'Université de Stockholm en 1927.